# Baronía de Monclar
La Baronía de Monclar es un título nobiliario español, creado en 1919 por el rey Alfonso XIII como rehabilitación del antiguo título de la feudalidad catalana, en el partido de Balaguer (Lérida) a favor de José María de Despujol y Ricart, VII marqués de Palmerola etc.

## Barones de Monclar después de la restauración
| Titular                   | Periodo                         |                           |
| Creación por Alfonso XIII | Creación por Alfonso XIII       | Creación por Alfonso XIII |
| ------------------------- | ------------------------------- | ------------------------- |
| I                         | José María de Despujol y Ricart | 1919-                     |
| II                        | Ignacio Despujol y Burgoyne     | 1979-actual titular       |
| .                         | .                               |                           |
|                           |                                 |                           |

## Historia de los barones de Monclar
- José María de Despujol y Ricart, I barón de Monclar, VII marqués de Palmerola, VII conde de Fonollar, marqués de Callús.

1. Casó con María Josefa Díaz del Villar. Le sucedió, por designación y posterior fallecimiento el hijo de Federico Despujol y Trenor que había casado con Matilde Burgoyne Dolz:

- Ignacio Despujol y Burgoyne (n. en 1989), II barón de Monclar, VIII marqués de Palmerola (en 1979), marqués de Callús (en 1982), VIII conde de Fonollar (en 1982).

1. Casó con María Dolores Montagut Antón.

- Francisco Javier Despujol y Alemany, barón de Monclar.